# Национальное общество кинокритиков США
Национа́льное о́бщество кинокри́тиков США (англ. National Society of Film Critics) — американская организация кинокритиков. Организация известна своими высокими требованиями, поэтому её ежегодные награды являются одними из самых престижных кинонаград в США. По состоянию на 2014 год в организации насчитывается более 60 кинокритиков.

## История
Национальное общество кинокритиков было основано в 1966 году в издательстве Saturday Review кинокритиком Холлисом Алпертом, которому было отказано в членстве в Нью-Йоркском обществе кинокритиков, так как общество отдавало предпочтение критикам из более известных изданий. Соучредителями общества стали Полин Кейл — писатель The New Yorker, Джо Моргенстерн — рецензент для Newsweek и Ричард Шикель — кинокритик для Life. Общество было создано также в целях противодействия влиянию Босли Краутера — критика из The New York Times, который долгое время доминировал в Нью-Йорке в сфере кинокритики. Основатели общества назвали его «национальным», так как первоначально они писали для газет и журналов, имевших только национальное обращение.
Организация включала таких известных критиков как: Дэйв Кер, Джонатан Розенбаум, Роджер Эберт, Стэнли Кауффманн, Ричард Корлисс; и ныне входящие члены: Питер Траверс, Стэфани Закарек, Кеннет Туран, Лиза Шварцбаум, Джеральд Пери, Дэвид Стерритт и Дэвид Эдельштейн.
Общество представляет кинокритиков США в Национальном совете сохранения кино в библиотеке Конгресса и на международном уровне в FIPRESCI — международной федерации представителей кинопрессы, имея официальные делегации в обеих организациях.
Каждый год общество собирается в январе, чтобы выбрать наиболее значимые достижения в киноиндустрии за прошедший год и вручить премию.

## Номинации
- Лучший фильм
- Лучший режиссёр
- Лучший актёр
- Лучшая женская роль
- Лучший актёр второго плана
- Лучшая актриса второго плана
- Лучший сценарий
- Лучшая операторская работа
- Лучший фильм на иностранном языке
- Лучший Non-Fiction Film